# أم سقيم
أم سقيم هو حي يقع في إمارة دبي في الإمارات العربية المتحدة يقع غرب دبي على طول ساحل شاطئ جميرا. يحده من الشمال منطقة جميرا، ومن الجنوب الصفوح، ومن الغرب الصفا والمنارة وأم الشيف. يبلغ عدد سكانه 16,459 نسمة.  
يتكون حي أم سقيم من ثلاثة مجمعات فرعية: أم سقيم 1، أم سقيم 2، وأم سقيم 3 - والتي تضم مجتمعات سكنية راقية ومناطق جذب سياحي. يفصل طريق أم الشيف أم سقيم عن جميرا، بينما يفصل الطريق D 65 (طريق المنارة) أم سقيم 1 عن أم سقيم 2، ويفصل طريق الثنية أم سقيم 2 عن أم سقيم 3.  
يوجد في أم سقيم العديد من المعالم السياحية والمراكز التجارية الهامة، إذ تقع مدرسة الإمارات الدولية وحديقة سقيم العامة في أم سقيم 2، بينما يقع فندق جميرا بيتش وبرج العرب وحديقة وايلد وادي المائية في أم سقيم 3 على طول ساحل شاطئ جميرا الفرعي. تشمل المدارس في المنطقة مدرسة الإمارات الدولية – جميرا ومدرسة كينجز دبي، وهي مدرسة ابتدائية خاصة تضم حوالي 900 طالب.